# Санта Клара (Куба)
Вижте пояснителната страница за други значения на Санта Клара .
Санта Клара (на испански: Santa Clara) е град в Куба, административен център на провинция Виля Клара.

## География
Разположена е почти в центъра на региона и в центъра на самата страна. Има 237 581 жители.
Градът е културен, търговски и туристически център на региона, разполага с летище.

## История
До XIX век най-важният поминък на населението са захарните плантации. Основан е на 15 юли 1689 година от 175 заселници. Официалното му дърво е тамаринд.
Името на града се свързва с кубинската революция, и по-точно с битката и победата на Движението 26 юли, водено от аржентинския революционер Че Гевара.

## Личности
През 1988 година в града е построен мавзолей в чест на Че Гевара, а през 1997 година там са пренесени и погребани неговите останки.
Известна личност е и Марта Абреу де Естевес (13 ноември 1845 – 2 януари 1909), която помага на бедните и прави много парични дарения, насочени към подобряване живота на всички граждани на града. Заедно със своя съпруг Луис Естевес (първия вицепрезидент на Куба от 1902 г.) открито симпатизира на въстаниците по време на испано-американската война, които се сражават за независимостта на Куба.
Други известни личности са родените в Санта Клара пианистът Рубен Гонсалес (1919 – 2003) и революционеркатах Алейда Марч (р. 1936).

## Побратимени градове
- Сантяго ди Кали, Колумбия (1994)
- Овиедо, Испания (1995)
- Блумингтън, Индиана, САЩ (1999)
- Чебоксари, Русия (2004)